# Eastern Professional Hockey League 1961/62
Die Saison 1961/62 war die dritte reguläre Saison der Eastern Professional Hockey League. Die sechs Teams absolvierten in der regulären Saison je 70 Begegnungen. Die Eastern Professional Hockey League wurde in einer Division ausgespielt. Das punktbeste Team der regulären Saison waren die Hull-Ottawa Canadiens, die sich ebenfalls in den Finalspielen um die Tom Foley Memorial Trophy durchsetzten.

## Teamänderungen
Folgende Änderungen wurden im Laufe der Saison vorgenommen:
- Die Royaux de Montréal stellten den Spielbetrieb ein.
- Die North Bay Trappers wurden als Expansionsteam in die Liga aufgenommen.

## Reguläre Saison

### Abschlusstabellen
Abkürzungen: GP = Spiele, W = Siege, L = Niederlagen, T = Unentschieden, OTL = Niederlage nach Overtime, GF = Erzielte Tore, GA = Gegentore, Pts = Punkte
| Eastern Professional Hockey League | GP | W  | L  | OTL | GF  | GA  | Pts |
| ---------------------------------- | -- | -- | -- | --- | --- | --- | --- |
| Hull-Ottawa Canadiens              | 70 | 38 | 21 | 11  | 233 | 172 | 87  |
| Kingston Frontenacs                | 70 | 38 | 24 | 8   | 274 | 224 | 84  |
| Kitchener-Waterloo Beavers         | 70 | 36 | 24 | 10  | 263 | 217 | 82  |
| Sudbury Wolves                     | 70 | 27 | 31 | 12  | 235 | 271 | 66  |
| North Bay Trappers                 | 70 | 23 | 37 | 10  | 186 | 229 | 56  |
| Sault Ste. Marie Thunderbirds      | 70 | 17 | 42 | 11  | 207 | 285 | 45  |

## Tom-Foley-Memorial-Trophy-Playoffs
|  | Halbfinale | Halbfinale                 | Halbfinale |  |  | Finale | Finale                | Finale |
|  |            |                            |            |  |  |        |                       |        |
|  |            |                            |            |  |  |        |                       |        |
|  | 1          | Hull-Ottawa Canadiens      | 4          |  |  |        |                       |        |
|  | 3          | Kitchener-Waterloo Beavers | 3          |  |  |        |                       |        |
|  |            |                            |            |  |  | 1      | Hull-Ottawa Canadiens | 4      |
|  |            |                            |            |  |  | 2      | Kingston Frontenacs   | 2      |
|  | 2          | Kingston Frontenacs        | 4          |  |  |        |                       |        |
|  | 4          | Sudbury Wolves             | 1          |  |  |        |                       |        |
|  |            |                            |            |  |  |        |                       |        |